# Basiluzzo
Basiluzzo (siz. Vasiluzzu) ist der Name der größten unbewohnten Felseninsel der Liparischen Inseln. 

## Lage und Beschreibung
Sie erhebt sich rund 3,5 Kilometer nordöstlich von Panarea aus dem Tyrrhenischen Meer auf rund 165 m s. l. m. Die nur 29 Hektar große Insel, die zur Gemeinde Lipari gehört, ist umgeben von steilen Klippen. 37 Meter nordwestlich liegt der 79 Meter hohe und nur 0,55 Hektar große Felsen Scoglio Spinazzola. Im Innern von der Insel liegt eine Ebene, die nach Osten hin abfällt. Die Insel hat die Form einer großen Kuppel und besteht aus Rhyolith. Sie bildete sich vor rund 54.000 Jahren aus den Resten mehrerer Lavaströme und ist damit die jüngste vulkanische Bildung des Archipels. Die terrassenähnlich ansteigende Fläche im Innern ist später durch Erosion entstanden. Am Meeresgrund südöstlich der Insel finden sich immer noch Gasaustritte aus dem Erdinnern. 

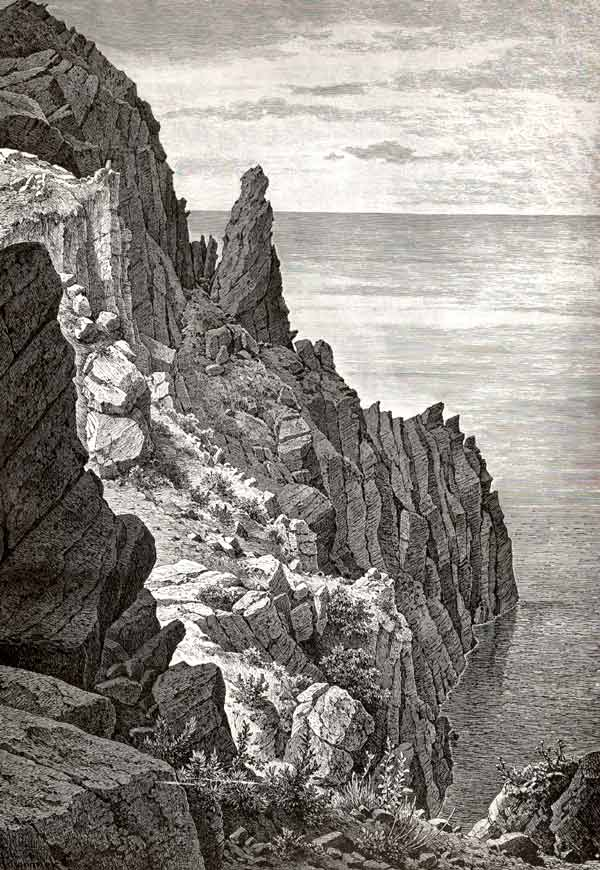
Die Punta du Tabutieddu im Osten auf einer Illustration von 1895
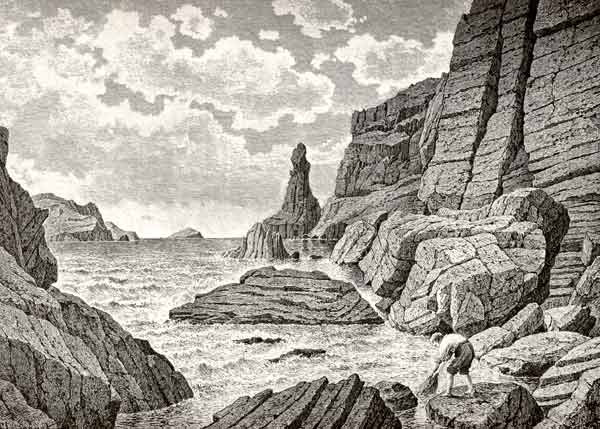
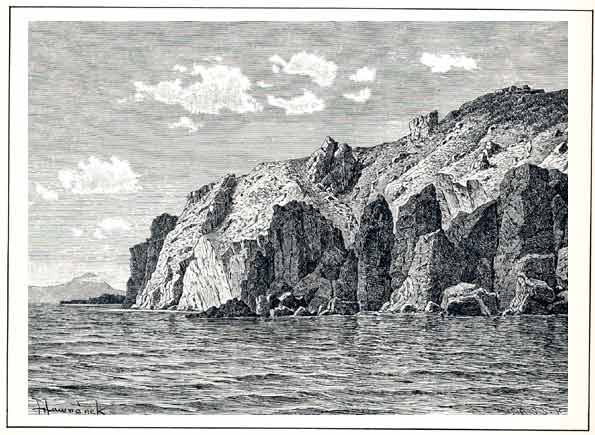

Im Osten der Insel befinden sich die Reste eines Anlegers aus römischer Zeit, der heute noch benutzt wird. Einige Meter unter der Wasseroberfläche lassen sich noch weitere Reste einer römischen Hafenanlage ertauchen. Ein antiker Steinweg führt von diesem Anleger auf den höchsten Punkt der Insel, von wo aus man an einem Eisenkruzifix einen Panorama-Ausblick auf alle Liparischen Inseln hat. Die zahlreichen Reste antiker Bebauung, darunter Bodenmosaike und Mauerreste (opus reticulatum), lassen auf die Villa eines reichen Besitzers aus der Kaiserzeit schließen. Über eine weitere Besiedlung ist nichts bekannt. Reste von Gerstenfeldern weisen aber darauf hin, dass die Insel während der vergangenen Jahrhunderte bewirtschaftet wurde, ursprünglich von Einwohnern Strombolis, dann des näher gelegenen Panarea. Neben Hinweisen auf menschliche Nutzung der auf der Insel befindlichen Grotten wurden am Ende des 19. Jahrhunderts auch noch Reste eines Hauses und einer Tenne sowie zweier Zisternen beobachtet.

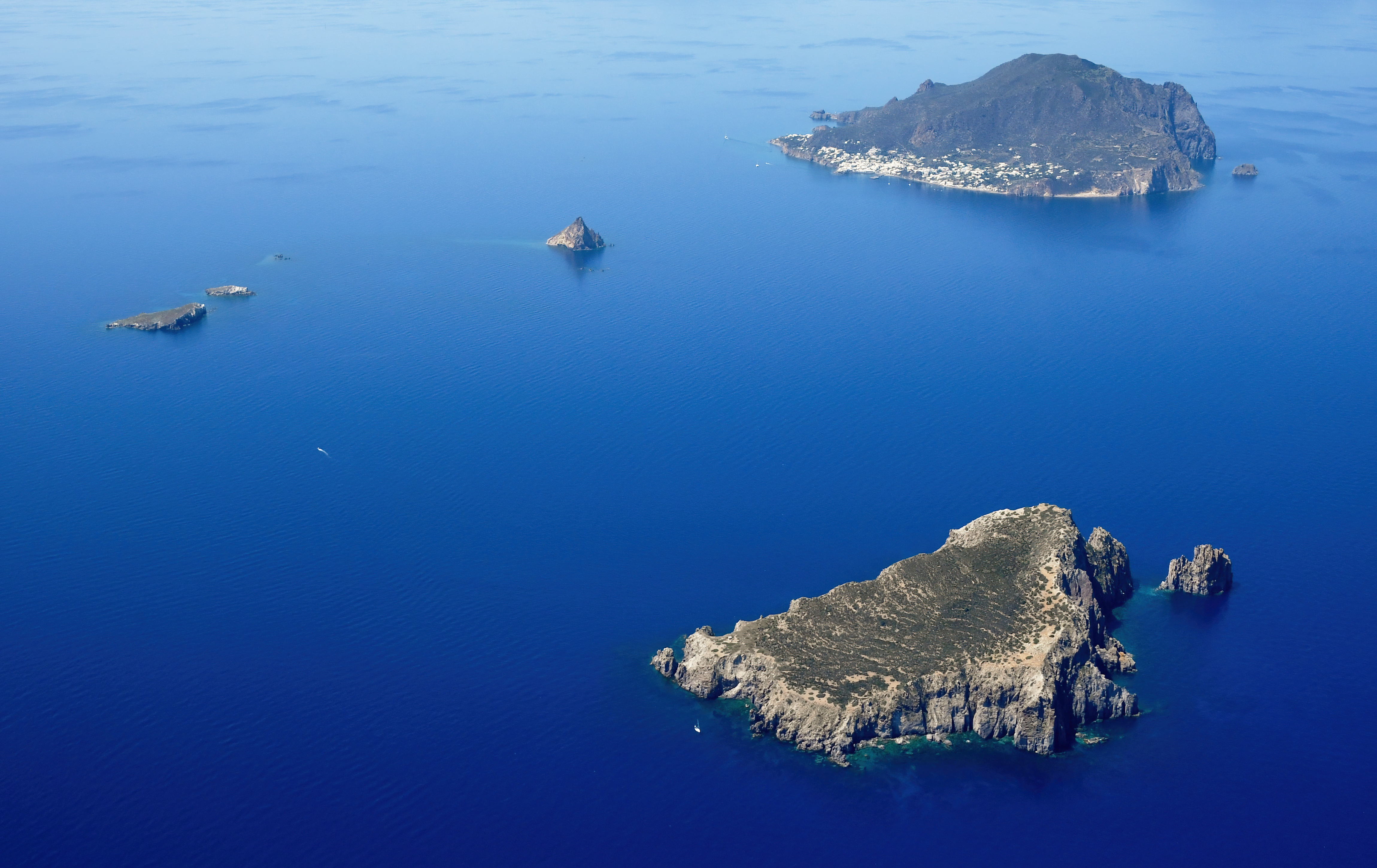
Luftbild der Riserva naturale orientata Isola di Panarea e Scogli Viciniori mit der Insel Panarea (oben rechts) und den kleinen Inseln Scoglio la Nave (rechts von Panarea), Basiluzzo (unten rechts), Scoglio Spinazzola (rechts von Basiluzzo), Lisca Bianca, Bottaro, Lisca Nera, Dattilo und Panarelli (von links nach rechts)

Basiluzzo gehört zum Naturschutzgebiet Riserva naturale Isola di Panarea e scogli viciniori. Die Vegetation ist geprägt durch Rosmarinbüsche, Sonnenwenden, Disteln, Wolfsmilchgewächse, Beifuß, Kapern- und Mastixsträucher.